# 比叡平
比叡平（ひえいだいら）は、滋賀県大津市の地名。現行行政地名は比叡平一丁目から比叡平三丁目。

## 地理

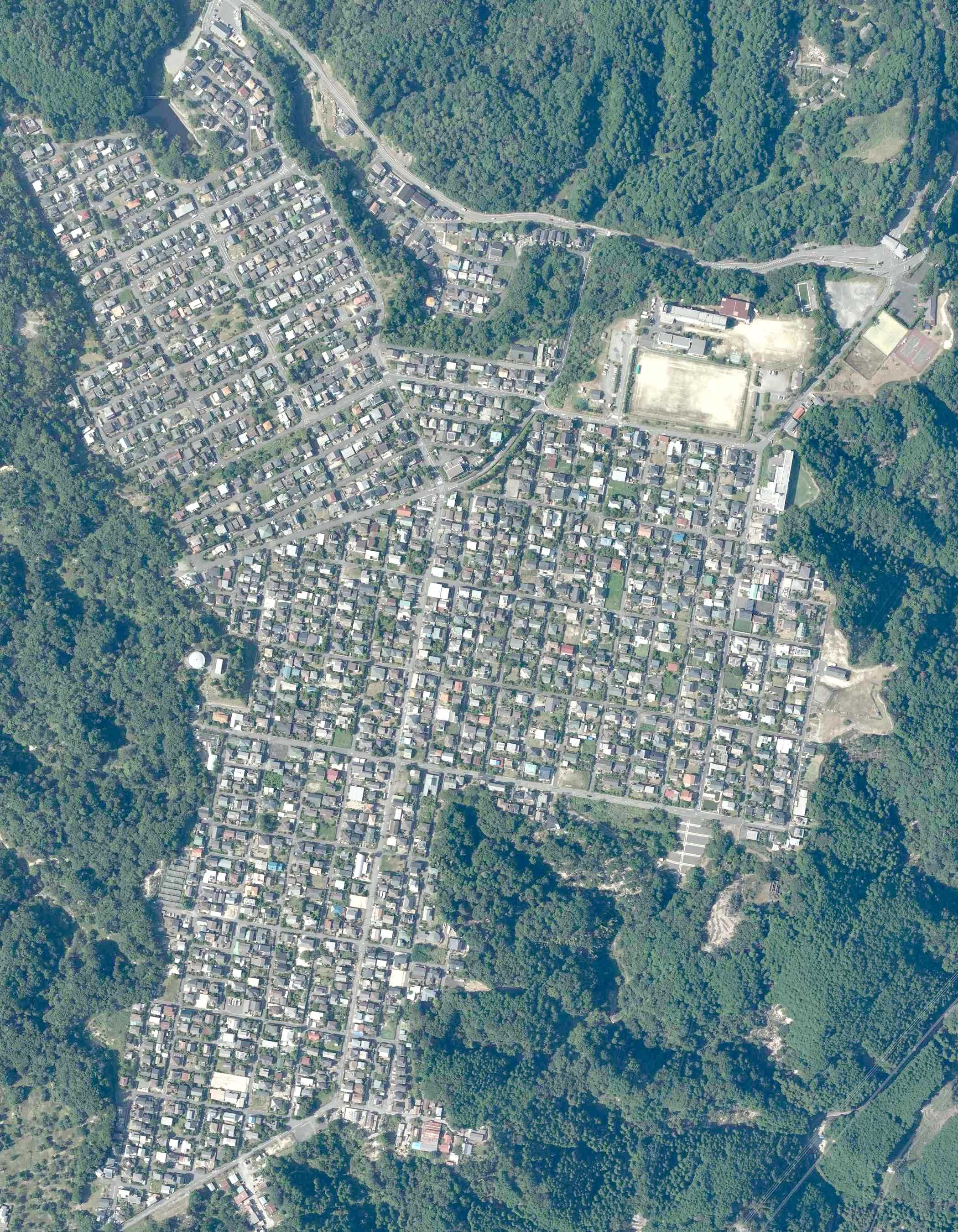
航空写真（2020年）

比叡平は標高340～380mの比叡山中腹部に位置し、滋賀県道30号下鴨大津線（山中越え）の大津市と京都市左京区（北白川）の中間部にあたる。同名のニュータウンがこの地に展開している。
地質的には多くが比叡山花崗岩で形成されている。
至近には比叡山ドライブウェイの入口である田の谷峠がある。山の中腹部と言う立地条件ゆえに、路線バス（京阪バス）以外の公共の交通手段が無く、両市の都心部へは時間がかかる事から、住民の入れ替わりが激しい傾向も見られる。
この地域は比叡山の西側斜面となっており、すなわち一帯の河川は琵琶湖ではなく京都側、淀川水系の白川に注いでいる。
2011年現在、人口は約3000人。比叡平内は一丁目、二丁目、三丁目に区分されている。また隣接する山中町と合わせ、「山中比叡平学区」を形成する。また学区単位で見た場合、外国人居住者の人口比率は2.3%と、大津市内で3番目の高率となっている。
山間部の集落であり他の地域から距離があり、また京都市左京区および大津市中心部とこの比叡平を繋ぐ主要道路である山中越えも寸断される可能性があり、災害時に物資輸送等に問題が生じる可能性が指摘されている。
また、比叡平地区の商店は三丁目にコンビニエンスストア「ファミリーマート大津ひえい平店」が1軒あるのみである。

## 歴史
1967年（昭和42年）から1977年（昭和52年）にかけて開発された。開発当初は新興の別荘地であったが、次第にベッドタウン化した。

### 沿革
- 1975年（昭和50年）3月1日 - 住居表示により山中町・山上町のそれぞれ一部が分離し比叡平一-三丁目が成立[1]
- 1979年（昭和54年）- 大津市立比叡平小学校の開設[9]

## 世帯数と人口
2020年（令和2年）10月1日現在の世帯数と人口は以下の通りである。
| 丁目         | 世帯数    | 人口    |
| ------------ | --------- | ------- |
| 比叡平一丁目 | 305世帯   | 698人   |
| 比叡平二丁目 | 403世帯   | 929人   |
| 比叡平三丁目 | 427世帯   | 940人   |
| 計           | 1,135世帯 | 2,567人 |

### 人口の変遷
国勢調査による人口の推移。
| 1995年（平成7年）  | 3,035人 | [ 10 ] |  |
| 2000年（平成12年） | 2,911人 | [ 11 ] |  |
| 2005年（平成17年） | 2,911人 | [ 12 ] |  |
| 2010年（平成22年） | 2,856人 | [ 13 ] |  |
| 2015年（平成27年） | 2,643人 | [ 14 ] |  |
| 2020年（令和2年）  | 2,567人 | [ 3 ]  |  |

### 世帯数の変遷
国勢調査による世帯数の推移。
| 1995年（平成7年）  | 963世帯   | [ 10 ] |  |
| 2000年（平成12年） | 986世帯   | [ 11 ] |  |
| 2005年（平成17年） | 986世帯   | [ 12 ] |  |
| 2010年（平成22年） | 1,091世帯 | [ 13 ] |  |
| 2015年（平成27年） | 1,083世帯 | [ 14 ] |  |
| 2020年（令和2年）  | 1,135世帯 | [ 3 ]  |  |

## 学区
市立小・中学校に通う場合、学区は以下の通りとなる。
| 丁目         | 番・番地等 | 小学校               | 中学校               |
| ------------ | ---------- | -------------------- | -------------------- |
| 比叡平一丁目 | 全域       | 大津市立比叡平小学校 | 大津市立皇子山中学校 |
| 比叡平二丁目 | 全域       | 大津市立比叡平小学校 | 大津市立皇子山中学校 |
| 比叡平三丁目 | 全域       | 大津市立比叡平小学校 | 大津市立皇子山中学校 |

## 施設
- 大津市立山中比叡平市民センター
- 大津市立比叡平小学校
- 大津市立比叡平幼稚園
- ひえい平保育園
- 大津比叡平簡易郵便局
- 大津比叡平テレビ中継局
- 木下美術館

## 出身人物
50音順。
- 太田雄貴
- 高橋メアリージュン
- 高橋ユウ
- 高橋祐治
- 立花美哉
- 三木二郎
- 宮川大輔
- 山添寛(相席スタート)

## 在住人物
- 嘉田由紀子（元滋賀県知事）

## 交通

### バス
- 京阪バス山科営業所　56系統　京都比叡平線（比叡平～三条京阪）
- 京阪バス山科営業所　66系統　大津比叡平線（比叡平～大津京駅～びわ湖浜大津～大津駅）

## その他

### 日本郵便
- 郵便番号 : 520-0016[4]（集配局：大津中央郵便局[16]）。